# FS E.636
Les locomotives FS E.636 sont une des séries de locomotives électriques les plus connues en dotation des chemins de fer italiens (Ferrovie dello Stato ou FS).

## Histoire du groupe E.636
À la fin des années 1930, les chemins de fer italiens FS pouvaient compter sur trois types de locomotives électriques fonctionnant sous 3 kV courant continu, conçues selon le concept de la modularité défini par l'ingénieur Giuseppe Bianchi : une série astucieuse dans sa conception des composants qui permettait la compatibilité des pièces avec tous types de locomotives, afin de réduire les coûts de fabrication et de faciliter la maintenance et de réduire ainsi les temps d'immobilisation. 
Ces groupes étaient les locomotives :
- FS E.626 : produite en 448 exemplaires de 1928 à 1939, locomotive polyvalente qui restera en service actif jusqu'à la fin des années 1980. Utilisée pour les trains de voyageurs comme pour les convois de marchandises, elle disposait de bonnes prestations et d'une grande fiabilité. L'empattement rigide et son ancienneté de conception des suspensions obligèrent à abaisser sa vitesse maximale à 95 km/h alors qu'à sa mise en service elle était homologuée pour 110 km/h.

- FS E.326 : caractérisée par sa vitesse élevée (140-150 km/h) et par ses roues motrices de grand diamètre, elle se révélera moins fiable que sa devancière sur la transmission. Le projet se limita à seulement 12 exemplaires, tous détruits durant la Seconde Guerre mondiale. Un seul exemplaire a été sauvegardé et est exposé au musée ferroviaire de Pietrarsa.

- FS E.428 : motrice de grandes dimensions, puissante et très rapide, produite en très grand nombre sur trois séries. Elles se révélèrent moins souples d'utilisation en raison de leurs dimensions et de leur fort empattement rigide et agressif sur la voie.

Avec la forte augmentation du trafic sur le réseau italien, les FS décidèrent de réaliser une nouvelle locomotive qui intègre toutes les nouvelles technologies dont les constructeurs italiens avaient la maîtrise. Les FS définirent un cahier des charges avec une conception de produit simple mais très fiable et robuste.
En 1938 l'ingénieur Alfredo d'Arbela et son équipe projet présentèrent un nouveau type de matériel roulant, qui sera encensé par le pouvoir politique en place grâce aux succès technologiques remportés.

## Technique
La nouvelle locomotive E.636 était composée de deux demi-caisses articulées, avec trois bogies indépendants à deux essieux. Le poids était ainsi réparti sur plus de contacts sur la voie. De plus, le grand nombre de roues permettait une meilleure fonctionnalité sur les voies en pente typiques du réseau italien. Les équipements de traction furent disposés selon une nouvelle implantation plus rationnelle et qui permettait de mieux répartir le poids de 101 tonnes. 
Les E.636 bénéficiaient les mêmes moteurs électriques que la E.626, les moteurs 32R, mais qui s'avérèrent de puissance insuffisante pour garantir l'efficacité attendue de ces motrices. Il sera remplacé par le plus moderne 32R5.

## Les trois séries
Le groupe E.636 a été produit en trois séries distinctes :
- première série (001 - 108) construite de 1940 à 1942,
- seconde série (109 - 243) construite de 1952 à 1956,
- troisième série (243 - 469) construite de 1957 à 1962.

Le premier exemplaire, "E.636.001", sera mis en service en mai 1940, et pendant la guerre, 108 autres exemplaires seront livrés jusqu'en 1943 par plusieurs constructeurs comme Breda C.F., OM CGE, Officine Meccaniche Reggiane, Magneti-Marelli et Officine Ferroviarie Savigliano. 
Les motrices N°042, 068, 076, 078, 079 et 105 furent détruites lors des bombardements de la Seconde Guerre mondiale, et le conflit à peine terminé, le besoin pressant de nouvelles locomotives poussa les FS à commander la reprise de la production des "E.636" dont 469 exemplaires de cette série seront produits, y compris les 108 premiers exemplaires.
En complément des constructeurs ayant produit la première série, d'autres ont aussi construit la E.636 : Fiat Ferroviaria, Tecnomasio, Pistoiesi et Ansaldo. 

Au cours des années suivantes, des améliorations techniques améliorèrent encore la fiabilité qui sera le point de départ de la conception des nouveaux groupes de locomotives FS E.646 et FS E.656 qui, bien qu'étant des modèles différents, porteront le nombre de modèles dérivés construits à 1.219 exemplaires. 

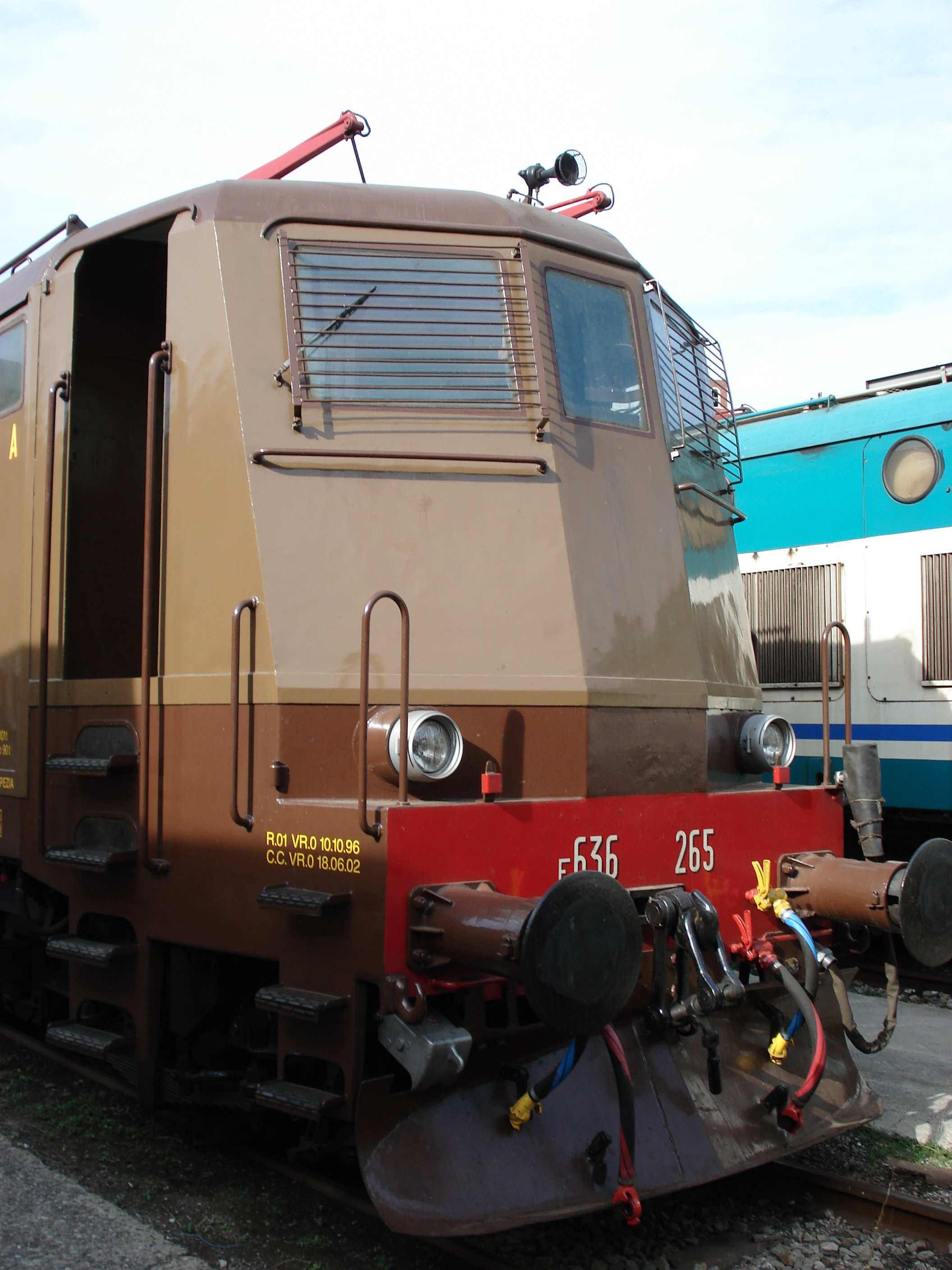
La E.636-265 à La Spezia

Actuellement le premier modèle construit de cette brillante série, la E.636-001 est basée au dépôt de Palerme. 

## E.636 revamping
Le modèle "E.636" est désormais une locomotive de très ancienne conception qui ne peut offrir le confort moderne au personnel de conduite. Utilisée de façon courante sur les longs trajets de trains de voyageurs, elle devenait une source trop importante de stress à cause du bruit et de l'absence de climatisation du poste de conduite.
Afin d'améliorer les conditions de travail des machinistes, 200 exemplaires du groupe "E.636" de Trenitalia Cargo, ont été réaménagés dans les ateliers de Marcianise, Genova Brignole et Ancone. Elles ont subi un "revamping" intérieur et extérieur avec l'aménagement de nouveaux postes de conduite avec un traitement phonique et l'ajout de la climatisation. À cette occasion, ces locomotives ont été désamiantées. Des essuie-glaces électriques ont remplacé les anciens modèles à air comprimé et des pare-brise chauffants ont été installés.
Extérieurement ces modèles se distinguent par la présence du troisième phare, devenu obligatoire. Ces E.636 ont toutes bénéficié de la nouvelle livrée XMPR, qui remplace celle d'origine brune châtain-isabella tellement caractéristique.

## E.636 les exemplaires uniques

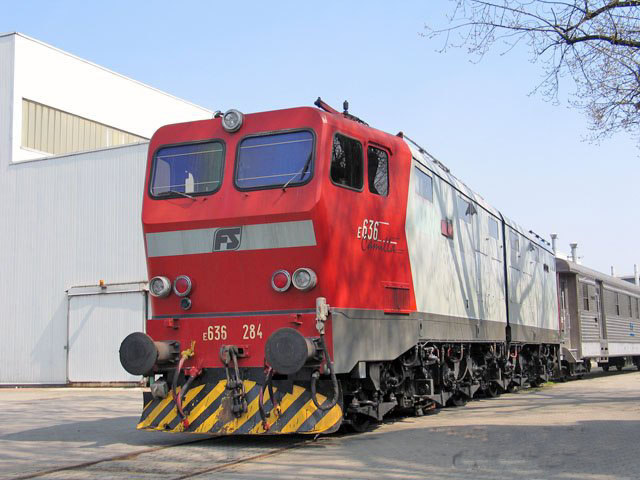
E.636-284 "Camilla", exemplaire unique à "Milano Smistamento"

Certaines "E.636" ont une histoire particulière liée à des expériences ou des essais. La plus fameuse est certainement la Camilla E.636.284, qui possède des façades très particulières et uniques dans ce groupe. Récupérée après un grave accident en 1988, près de Villastellone dans la province de Turin, elle fut réparée dans les ateliers de l'"Officina Grandi Riparazioni" de Verona Porta Vescovo. Sa caisse fut modifiée pour lui greffer deux cabines du type E.656 VI série tout en maintenant l'équipement intérieur de la série E.636 traditionnelle, au titre d'une expérience en vue de la remise à niveau de toute la flotte encore en service, afin de les rendre compatibles avec les normes européennes et la loi italienne sur la sécurité du travail "Loi 626". Cette expérience restera unique, les autres exemplaires recevront un revamping.
Cette motrice restera avec sa livrée gris perle - rouge signal, fait maintenant partie des modèles historiques de Trenitalia depuis l'été 2006. Le 7 juillet 2006 ce modèle unique a quitté le centre de "Milano Smistamento", où elle était attachée depuis de longues années pour Tirano, où elle sera préservée grâce au club des passionnés "Ale883". La légende veut que le surnom Camilla provienne de l'inscription du prénom de sa fiancée qu'un des ouvriers chargé de sa réparation ait écrit à la craie sur le panneau avant. 

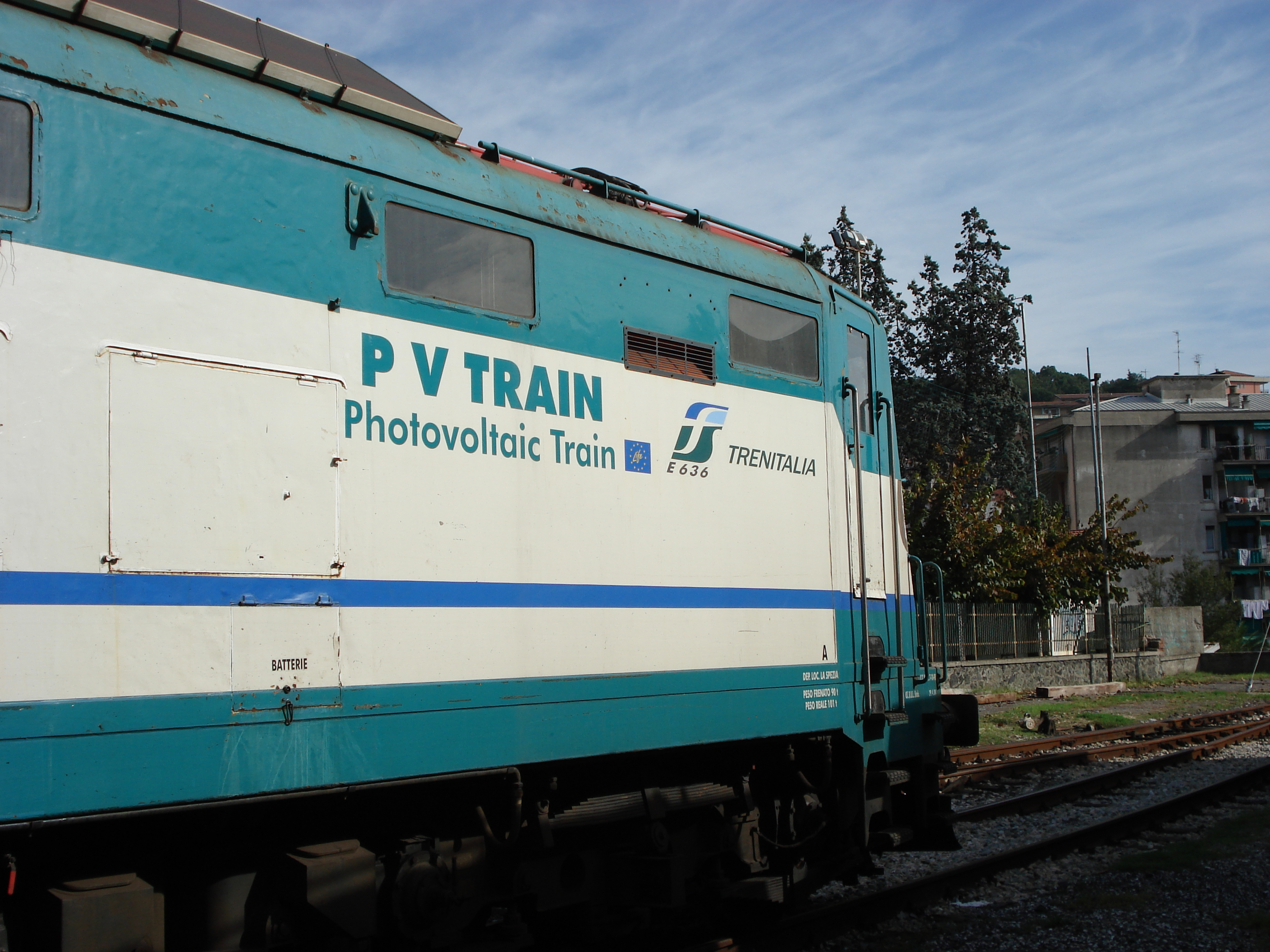
E.636-385 "PV TRAIN" au musée national des Transports de La Spezia

La E.636-082 a servi de motrice d'essais pour tester un système de freinage rhéostatique. De grosses prises d'air ont été ajoutées latéralement. L'installation électrique a été modifiée et des ventilateurs ont été ajoutés pour le refroidissement ainsi qu'un inverseur.
Le résultat très positif de cette solution permit son introduction sur les nouvelles locomotives FS E.444.  
Récemment la E.636-385, a servi de base pour le projet "PV-Train" (Train Photovoltaïque), avec l'installation sur le toit de cellules photovoltaïques de 24 volt pour la recharge des batteries et l'alimentation des systèmes auxiliaires pendant le stationnement. Le projet fut très concluant et cette motrice est conservée en l'état dans le parc historique de Trenitalia depuis juin 2006.

## Fin de carrière
Depuis le 15 mai 2006 plus aucune motrice de la série "E.636" n'est habilitée à circuler sur le réseau italien, sauf les modèles historiques pour des besoins particuliers. Elles ont été remplacées par les FS E.645
Les dernières "E.636" avaient été reclassées dans la "Division Cargo" de Trenitalia et une vingtaine d'exemplaires étaient louées à des compagnies concessionnaires de petits réseaux privés pour une utilisation réservée aux convois de marchandises.

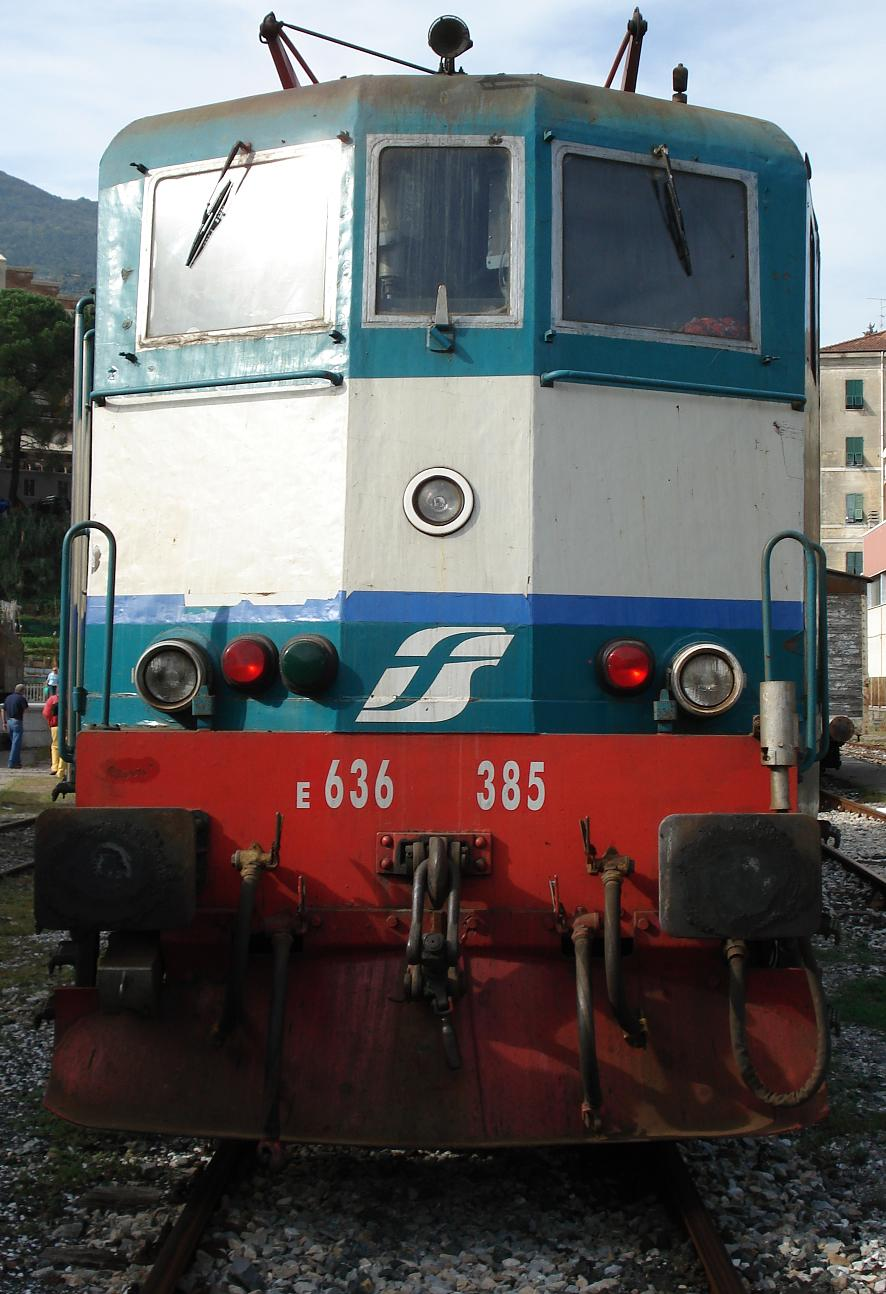
E.636-385 "PV TRAIN", à La Spezia

La E.636.201, avant dernière unité en service a abaissé ses pantographes le 9 mai 2006 pour la dernière fois et la E.636-366, la dernière motrice en circulation a baissé ses pantographes définitivement le 12 mai 2006 après son dernier voyage entre Alexandrie et Livourne, après 60 ans de service.
Le groupe "E.636" restera dans la mémoire italienne comme la locomotive visible partout, trainant tous types de trains, avec sa cabine biseautée et sa fameuse livrée brune si caractéristique des trains italiens des années 1950 à 1980. Elle a été produite pendant 22 ans. 
Sont classées historiques les motrices 002, 128, 161, 164, 243, 265, 318 dans leur livrée brune châtain-isabella, et la 385 en livrée XMPR, la 117 en livrée expérimentale gris-bleu et la 284 "Camilla" dans sa livrée unique gris perle-rouge signal. La motrice E.636-147 a été cédée au musée ferroviaire d'Augsbourg en Allemagne, où elle sera exposée à partir du 27 avril 2008.